# Jewell Loyd
Jewell Loyd (Lincolnwood, 5 ottobre 1993) è una cestista statunitense, professionista nella WNBA.

## Carriera

### WNBA (2015 - )
Loyd è stata la prima scelta assoluta al Draft WNBA del 2015, selezionata da Seattle Storm. Nella sua stagione da rookie ha giocato 34 partite, mantenendo una media di 10,7 punti a partita e vincendo il premio di Rookie of the Year.

### Nazionale
Con gli Stati Uniti ha disputato i Giochi olimpici di Tokyo 2020  e due Campionati mondiali (2018, 2022).

## Statistiche

### College
| Anno      | Squadra             | PG  | PT  | MP   | TC%  | 3P%  | TL%  | RP  | AP  | PRP | SP  | PP   |
| --------- | ------------------- | --- | --- | ---- | ---- | ---- | ---- | --- | --- | --- | --- | ---- |
| 2012-2013 | Notre Dame F. Irish | 36  | 35  | 31,1 | 44,7 | 41,3 | 82,0 | 5,2 | 2,1 | 1,0 | 0,3 | 12,5 |
| 2013-2014 | Notre Dame F. Irish | 37  | 37  | 29,8 | 51,7 | 39,8 | 80,8 | 6,5 | 2,1 | 1,6 | 0,5 | 18,6 |
| 2014-2015 | Notre Dame F. Irish | 39  | 38  | 32,0 | 44,3 | 30,8 | 82,6 | 5,3 | 3,0 | 1,5 | 0,4 | 19,8 |
| Carriera  | Carriera            | 112 | 110 | 31,0 | 47,0 | 36,7 | 81,9 | 5,7 | 2,4 | 1,4 | 0,4 | 17,0 |

### WNBA

#### Regular Season
| Anno     | Squadra       | PG  | PT  | MP   | TC%  | 3P%  | TL%  | RP  | AP  | PRP | SP  | PP   |
| -------- | ------------- | --- | --- | ---- | ---- | ---- | ---- | --- | --- | --- | --- | ---- |
| 2015     | Seattle Storm | 34  | 23  | 25,9 | 41,1 | 20,8 | 90,4 | 3,5 | 1,9 | 0,6 | 0,2 | 10,7 |
| 2016     | Seattle Storm | 34  | 34  | 31,6 | 43,1 | 30,3 | 89,1 | 3,4 | 3,4 | 1,2 | 0,3 | 16,5 |
| 2017     | Seattle Storm | 34  | 34  | 31,1 | 43,1 | 38,6 | 86,3 | 3,2 | 3,4 | 1,3 | 0,4 | 17,7 |
| 2018†    | Seattle Storm | 34  | 34  | 29,7 | 42,3 | 37,0 | 85,1 | 4,6 | 3,7 | 1,3 | 0,1 | 15,5 |
| 2019     | Seattle Storm | 27  | 21  | 25,4 | 39,1 | 33,7 | 92,8 | 2,7 | 2,0 | 1,3 | 0,1 | 12,3 |
| 2020†    | Seattle Storm | 22  | 22  | 27,9 | 44,3 | 39,0 | 87,5 | 2,4 | 3,2 | 1,5 | 0,3 | 15,5 |
| 2021     | Seattle Storm | 31  | 31  | 31,0 | 42,0 | 37,6 | 88,9 | 4,0 | 3,8 | 1,5 | 0,2 | 17,9 |
| 2022     | Seattle Storm | 36  | 36  | 30,3 | 39,6 | 38,5 | 89,3 | 2,6 | 3,4 | 1,1 | 0,2 | 16,3 |
| 2023     | Seattle Storm | 38  | 38  | 35,4 | 37,0 | 35,6 | 88,8 | 4,7 | 3,4 | 1,0 | 0,4 | 24,7 |
| 2024     | Seattle Storm | 37  | 37  | 33,7 | 36,0 | 27,4 | 88,1 | 4,5 | 3,6 | 1,4 | 0,2 | 19,7 |
| Carriera | Carriera      | 327 | 310 | 30,5 | 40,2 | 34,8 | 88,4 | 3,6 | 3,2 | 1,2 | 0,2 | 16,9 |

#### Playoffs
| Anno     | Squadra       | PG | PT | MP   | TC%  | 3P%  | TL%  | RP  | AP  | PRP | SP  | PP   |
| -------- | ------------- | -- | -- | ---- | ---- | ---- | ---- | --- | --- | --- | --- | ---- |
| 2016     | Seattle Storm | 1  | 1  | 33,0 | 44,4 | 33,3 | 83,3 | 5,0 | 2,0 | 0,0 | 0,0 | 24,0 |
| 2017     | Seattle Storm | 1  | 1  | 31,0 | 28,6 | 33,3 | 100  | 5,0 | 1,0 | 3,0 | 0,0 | 17,0 |
| 2018†    | Seattle Storm | 8  | 8  | 31,3 | 37,8 | 24,1 | 75,9 | 5,0 | 3,3 | 0,8 | 0,4 | 12,1 |
| 2019     | Seattle Storm | 2  | 2  | 27,5 | 45,5 | 55,6 | 88,9 | 2,0 | 3,5 | 1,5 | 0,5 | 16,5 |
| 2020†    | Seattle Storm | 6  | 6  | 30,2 | 55,4 | 39,3 | 93,3 | 5,0 | 3,8 | 1,3 | 0,5 | 17,8 |
| 2021     | Seattle Storm | 1  | 1  | 36,0 | 20,8 | 0,0  | 100  | 3,0 | 5,0 | 1,0 | 2,0 | 15,0 |
| 2022     | Seattle Storm | 6  | 6  | 37,0 | 38,9 | 35,7 | 92,9 | 2,3 | 2,5 | 0,5 | 0,0 | 19,2 |
| 2024     | Seattle Storm | 2  | 2  | 29,5 | 26,3 | 33,3 | 75,0 | 3,5 | 2,0 | 0,5 | 0,0 | 7,5  |
| Carriera | Carriera      | 27 | 27 | 32,1 | 40,4 | 33,1 | 87,4 | 4,0 | 3,1 | 0,9 | 0,3 | 15,7 |

## Palmarès
- Campionato WNBA: 2

Seattle Storm: 2018, 2020
- WNBA Rookie of the Year (2015)
- All-WNBA First Team (2021)
- 2 volte All-WNBA Second Team (2016, 2023)
- WNBA All-Rookie First Team (2015)
- Miglior marcatrice WNBA (2023)